# Mauregato
Mauregato – król Asturii od 783 do 788 (lub 789). Nieprawy syn Alfonsa I. Zawładnął tronem po śmierci Silo, swojego szwagra (męża jego przyrodniej siostry Adosindy). Początkowo szlachta, na skutek nalegań Adosindy, na następcę tronu wybrała Alfonsa II, ale Mauregato zdołał zgromadzić sporą rzeszę zwolenników i zmusił Alfonsa do wycofania się do Álavy.
Po objęciu tronu, dążąc do zapewnienia pokoju, uzależnił się od Emiratu Kordowańskiego.